# Cupa României 1954
Ediția 1954 a fost a 17-a ediție a Cupei României la fotbal. A fost prima oară când o echipă din eșalonul secund al fotbalului românesc a câștigat trofeul. În finală, Metalul Reșița, echipă care încheiase pe locul 7 în seria a II-a a Diviziei B, a învins pe Dinamo. În drumul spre finală, reșițenii au trecut de alte patru prim-divizionare. Din lotul Metalului făceau parte șapte lăcătuși-mecanici, patru funcționari și câte un forjor, strungar, oțelar, electrician și impiegat. Niciuna dintre cele două finaliste nu mai ajunsese până la acest nivel în Cupa României.

## Șaisprezecimi de finală
| Data           | Echipa gazdă                  |   | Echipa oaspete       | Rezultat   |
| -------------- | ----------------------------- | - | -------------------- | ---------- |
| 11 august 1954 | CFR Arad                      | – | UTA Arad             | 0:1        |
|                | Steagul Roșu Or. Stalin       | – | CS Târgu Mureș       | 0:3        |
|                | Dacia Unirea Brăila           | – | Farul                | 0:3        |
|                | Voința București              | – | Metalul București    | 1:2        |
|                | CSM Câmpina                   | – | Dinamo               | 0:3        |
|                | Progresul Cluj                | – | Câmpia Turzii        | 2:3        |
|                | U Craiova                     | – | CFR Timișoara        | 0:1        |
|                | Locomotiva Iași               | – | CCA București        | 1:3 (d.p.) |
|                | CSM Moinești                  | – | Locomotiva București | 0:4        |
|                | Metalul Oradea                | – | CA Oradea            | 3:0        |
|                | Pașcani                       | – | Flacăra Ploiești     | 1:3        |
|                | Metalul Reșița                | – | Poli Timișoara       | 5:1        |
|                | Olimpia Satu Mare             | – | Știința Cluj         | 3:2        |
|                | Flamura Roșie Sfântu Gheorghe | – | Unirea Tricolor      | 2:1        |
| 12 august 1954 | CFR Craiova                   | – | Jiul Petroșani       | 2:1        |
| 18 august 1954 | Progresul Sibiu               | – | Corvinul             | 3:2        |

## Optimi de finală
| Data              | Echipa gazdă                  |   | Echipa oaspete       | Rezultat   |
| ----------------- | ----------------------------- | - | -------------------- | ---------- |
| 20 octombrie 1954 | Metalul București             | – | Dinamo               | 2:4 (d.p.) |
|                   | Farul                         | – | CCA București        | 0:1        |
|                   | CFR Craiova                   | – | Flacăra Ploiești     | 2:3 (d.p.) |
|                   | Metalul Oradea                | – | CFR Timișoara        | 0:2        |
|                   | Metalul Reșița                | – | CS Târgu Mureș       | 4:0        |
|                   | Olimpia Satu Mare             | – | UTA Arad             | 1:3        |
|                   | Flamura Roșie Sfântu Gheorghe | – | Câmpia Turzii        | 4:0        |
|                   | Progresul Sibiu               | – | Locomotiva București | 1:4        |

## Sferturi de finală
| Data              | Echipa gazdă     |   | Echipa oaspete                | Rezultat   |
| ----------------- | ---------------- | - | ----------------------------- | ---------- |
| 28 noiembrie 1954 | Dinamo           | – | Flamura Roșie Sfântu Gheorghe | 3:0        |
|                   | CCA București    | – | Locomotiva București          | 1:0        |
|                   | Flacăra Ploiești | – | UTA Arad                      | 3:1 (d.p.) |
|                   | Metalul Reșița   | – | CFR Timișoara                 | 2:0        |

## Semifinale
| Data             | Echipa gazdă   |   | Echipa oaspete   | Rezultat |
| ---------------- | -------------- | - | ---------------- | -------- |
| 1 decembrie 1954 | Dinamo         | – | Flacăra Ploiești | 4:1      |
|                  | Metalul Reșița | – | CCA București    | 1:0      |

## Finala
| 5 decembrie 1954 13:30 | Metalul Reșița  | 2 – 0 | Dinamo | Stadionul Republicii, București Spectatori: 30.000 Arbitru: Dumitru Schulder (București) |
| 5 decembrie 1954 13:30 | Szeleș 30', 40' |       |        | Stadionul Republicii, București Spectatori: 30.000 Arbitru: Dumitru Schulder (București) |

| METALUL REȘIȚA: |                     |     |
|                 |                     |     |
| P               | Iosif Zarici        |     |
| F               | Emil Chirilă        |     |
| F               | Valentin Teodorescu |     |
| F               | Eugen Potoceanu     |     |
| M               | Mihai Munteanu      |     |
| M               | Ștefan Apro         |     |
| A               | Iosif Jojart        |     |
| A               | Petru Mioc          |     |
| A               | Ștefan Urcan        |     |
| A               | Petre Iovan         | 70' |
| A               | Ștefan Szeleș       |     |
| Înlocuiri:      |                     |     |
| A               | Vida                | 70' |
| Antrenor:       |                     |     |
| Mihai Zsizsik   |                     |     |

| DINAMO BUCUREȘTI: |                           |     |
|                   |                           |     |
| P                 | Constantin Constantinescu |     |
| F                 | Iosif Szöke               |     |
| F                 | Ladislau Băcuț            |     |
| F                 | Anton Fodor               |     |
| M                 | Valeriu Călinoiu          |     |
| M                 | Gheorghe Băcuț            |     |
| A                 | Carol Bartha              |     |
| A                 | Dumitru Nicolae           |     |
| A                 | Alexandru Ene             |     |
| A                 | Titus Ozon                | 46' |
| A                 | Ion Suru                  |     |
| Înlocuiri:        |                           |     |
| A                 | Valeriu Neagu             | 46' |
| Antrenor:         |                           |     |
| Angelo Niculescu  |                           |     |